# Lina Volonghi
Lina Volonghi (4 de septiembre de 1916 – 24 de febrero de 1991) fue una actriz teatral, cinematográfica y televisiva de nacionalidad italiana.
Artista ecléctica, trabajó en programas dramáticos radiofónicos y en obras teatrales total o parcialmente en dialecto, como La bocca del lupo (a partir de la novela de Remigio Zena), Le baruffe chiozzotte y I rusteghi, de Carlo Goldoni. Gracias a su natural vis cómica pudo interpretar papeles en numerosas comedias y en pochades, sin dejar de lado obras de mayor importancia teatral.
Fue actriz estable del Teatro Duse, y en el Teatro de Génova dio cursos de interpretación para jóvenes actores.
Con su particular timbre de voz, también leyó y grabó en disco varios cuentos de hadas de la colección Cuenta cuentos. 

## Biografía

### Carrera teatral
Su verdadero nombre era Giuseppina Angela Volonghi, y nació en Génova, Italia, en el seno de una familia de seis hermanos. Siendo muy joven, Volonghi fue una promesa de la natación italiana, actividad que dejó, en contra del consejo de su familia, para dedicarse al teatro. El actor genovés Gilberto Govi la contrató en 1933 para actuar en I manezzi pe majâ na figgia. Sintiéndose forzada en el repertorio dialectal, seis años después decidió dejar la compañía y mudarse a Roma para ingresar en el Teatro delle Arti fundado y dirigido por Anton Giulio Bragaglia. 
A finales de la década de 1940 su nombre figuraba en la compañía junto a los de Ernesto Calindri, Franco Volpi y Lia Zoppelli, junto a los cuales actuó en piezas de George Bernard Shaw y Oscar Wilde.
Desde los primeros años cincuenta Volonghi hizo papeles, junto a Bianca Toccafondi, en la compañía teatral fundada por Renzo Ricci y Eva Magni. A partir de entonces actuó con los principales actores teatrales italianos, entre ellos Lauretta Masiero y, en 1956, junto a Alberto Lionello, Laura Adani y Luigi Cimara, representó La sensale di matrimoni, de Thornton Wilder. 
Particularmente importante fue su colaboración con el Teatro de Génova (y, sobre todo, con su director Ivo Chiesa), al que llegó en la década de 1950. Sus primeras interpretaciones tuvieron lugar en representaciones de La Celestina (de Fernando de Rojas), Pequeños burgueses (de Máximo Gorki, y Colomba (de Jean Anouilh). 
A las órdenes de los principales directores teatrales del siglo XX (uno de ellos Luchino Visconti) tuvo en su repertorio obras de los autores más importantes, como por ejemplo Come le foglie de Giuseppe Giacosa, Il tacchino de Georges Feydeau, L'estro del poeta de Eugene Gladstone O'Neill, Madre Coraje y sus hijos (de Bertolt Brecht, con dirección de Luigi Squarzina), La brocca rotta de Heinrich von Kleist, Buonanotte mamma de Marsha Norman, y Bussando alla porta accanto, de Françoise Dorin, pieza con la cual se despidió de la escena en 1986.

### Carrera cinematográfica
En el cine - medio para el cual trabajó en producciones extranjeras, en particular en Estados Unidos, Francia y España – interpretó entre las décadas de 1960 y 1970 varios filmes destacados, entre ellos Una vida difícil (de Dino Risi, 1961) y La donna della domenica (basado en la novela de Carlo Fruttero y Franco Lucentini, con dirección de Luigi Comencini).
En la gran pantalla actuó junto a Rita Pavone en 1965 en la cinta de género "musicarello" Rita, la figlia americana.

### Carrera televisiva
En televisión fue intérprete de varios Carosello y de numerosas adaptaciones teatrales, protagonista de shows como Eva ed io, Il signore di mezza età (con Marcello Marchesi), Se te lo raccontassi (con Johnny Dorelli), y presentadora en Liguria de la transmisión de Gran Premio, programa ligado a la Lotería de Capodanno, en la temporada 1963-1964.
Lina Volonghi falleció en 1991 en Milán, Italia. Había estado casada con el actor Carlo Cataneo.

## Televisión
- La pazza di Chaillot, de Jean Giraudoux, con Sarah Ferrati, Lina Volonghi y Laura Carli. Dirección de Sandro Bolchi, 2 de junio de 1961.
- La casa nova, de Carlo Goldoni, con Omero Antonutti, Margherita Guzzinati y Lina Volonghi. Dirección de Luigi Squarzina.
- L'idiota, adaptación de El idiota de Fiódor Dostoyevski, de Giacomo Vaccari (1959)
- Biblioteca di Studio Uno: El conde de Montecristo, dirección de Antonello Falqui (1964)
- Disneyland - Disney's Wonderful World
  - The Ballad of Hector the Stowaway Dog: Who the Heck Is Hector? (USA, 1964)
  - The Ballad of Hector the Stowaway Dog: Where the Heck Is Hector? (USA, 1964)
- Non cantare, spara, de Daniele D'Anza (1968)
- Processi a porte aperte: Il medico delle vecchie signore, de Lidia C. Ripandelli (1968)
- Marty, de Emilio Bruzzo (1971)
- L'agente segreto, de Antonio Calenda (1978)
- Arabella, de Salvatore Nocita (1980)

## Filmografía
- La signora in nero, de Nunzio Malasomma (1943)
- Il paese senza pace, de Leo Menardi (1943)
- Ha fatto 13!, de Carlo Manzoni (1951)
- La bella di Roma, de Luigi Comencini, (1955)
- Io piaccio, de Giorgio Bianchi (1955)
- Una vita difficile, de Dino Risi, (1961)
- Le tardone, de Marino Girolami y Javier Setó (1964)
- Rita, la figlia americana, de Piero Vivarelli (1965)
- Il venditore di palloncini, de Mario Gariazzo (1974)
- La donna della domenica, de Luigi Comencini (1975)
- Cara sposa, de Pasquale Festa Campanile (1977)
- Nessuno è perfetto, de Pasquale Festa Campanile, (1981)
- La 7ème cible, de Claude Pinoteau (1985)